# Craig Sager
Craig Graham Sager, Sr. (Batavia, Illinois; 29 de junio de 1951-Atlanta, Georgia; 15 de diciembre de 2016) fue un periodista y locutor deportivo estadounidense. Era especialmente conocido por haber sido reportero a pie de campo en los principales campeonatos de baloncesto (NBA y NCAA) para TNT y en diversas ediciones de los Juegos Olímpicos para la NBC.

## Trayectoria profesional
Craig Sager se graduó en periodismo en 1973 por la Escuela de Comunicación de la Universidad Northwestern de Illinois, y en sus inicios se dedicó a cubrir béisbol y baloncesto para radios locales. Uno de los primeros acontecimientos que narró fue el récord de home runs del bateador Hank Aaron; tras lograr su 715º cuadrangular con los Atlanta Braves, el periodista pudo acceder al home plate, burlando las medidas de seguridad, y trató de obtener las primeras declaraciones.
En 1981 fue contratado por la CNN (propiedad de Turner Broadcasting System) para la redacción de deportes, un año después de haber colaborado con ellos en las eliminatorias de las Grandes Ligas de Béisbol. Su labor en el canal informativo fue conducir programas como CNN Sports Tonight y College Football Scoreboard, por los que recibió un premio CableACE al mejor presentador de la televisión por cable en 1985. También participó en las coberturas especiales de los Goodwill Games, la Copa Mundial de Fútbol de 1990 y los Juegos Olímpicos de Albertville 1992 para CNN y TBS.
A partir de la temporada 1988-89 de la NBA, Sager se integró en el equipo de NBA on TNT como reportero a pie de campo, destacando tanto por su facilidad para entrevistar a los protagonistas de los partidos como por su atuendo, repleto de trajes extravagantes y corbatas coloridas. El periodista ha cubierto para Turner la NBA, el baloncesto universitario (NCAA) y numerosos torneos internacionales de la FIBA durante más de tres décadas. No obstante, también ha formado parte de la redacción de deportes de la NBC en eventos como la Serie Mundial de 1999, los Juegos Olímpicos de Sídney 2000 y los Juegos Olímpicos de Pekín 2008.
A pesar de toda su experiencia, Sager no había cubierto ninguna final de la NBA hasta 2016 porque los derechos no pertenecían a la TBS. El canal rival ESPN le acreditó como parte de su equipo en las finales de 2016 entre Golden State Warriors y Cleveland Cavaliers, gracias a un acuerdo entre ambas televisoras. Este evento fue la reaparición pública de Craig Sager luego de dos años de ausencia.

## Enfermedad y fallecimiento
En 2014, Sager tuvo que retirarse temporalmente de la televisión luego de que le fuese detectada una leucemia mielocítica aguda. La enfermedad hizo que se perdiera los playoff de la NBA 2014 y toda la temporada 2014-15. Su hijo Craig Jr. se ofreció como donante de médula ósea para que la enfermedad de Craig remitiera, y éste pudo volver a trabajar en diciembre de 2015. Tres meses después, Sager confirmó que la leucemia era irreversible, siendo necesario un tratamiento continuo, y que aun así continuaría siendo reportero a pie de campo hasta sus últimos días.
Durante el tratamiento se sometió a tres trasplantes de médula, y recibió apoyo público de la NBA, de los periodistas estadounidenses y de personalidades del deporte como Shaquille O'Neal, Charles Barkley, Gregg Popovich, Stephen Curry y Dwyane Wade, quienes le han citado como un ejemplo de perseverancia. En 2016 fue creada la Fundación Sager Strong para «la investigación contra el cáncer», a la que la NBA ha contribuido con donaciones y actividades especiales.
Sager falleció el 15 de diciembre de 2016 en Atlanta, a los 65 años. Le sobrevivieron su esposa Stacy Sager y sus cinco hijos.